# Lutúhine
Lutúhine (en ucraïnès: Лутугине, en rus: Лутугино, Lutúguino) és una ciutat del raion de l'óblast de Luhansk a Ucraïna, situada actualment a zona ocupada República Popular de Luhansk de la Rússia. Va servir com a centre administratiu de Lutúhine abans de la seva abolició el 2020. Població: 17.134 (2021), 17.989 (2013).
A partir de mitjans d'abril de 2014, els separatistes prorussos van capturar diverses ciutats de l'óblast de Luhansk, inclosa Lutúhine. El 27 de juliol de 2014, les forces ucraïneses van afirmar que les tropes ucraïneses havien entrat a la ciutat. Des del 2015, Lutúhine ha estat ocupada com a part de la República Popular de Luhansk.

## Demografia
Llengua nativa segons el cens d'Ucraïna de 2001:
- Rus 56,93%
- Ucraïnès 42,35%
- armeni 0,26%
- Belarús 0,06%

## Galeria

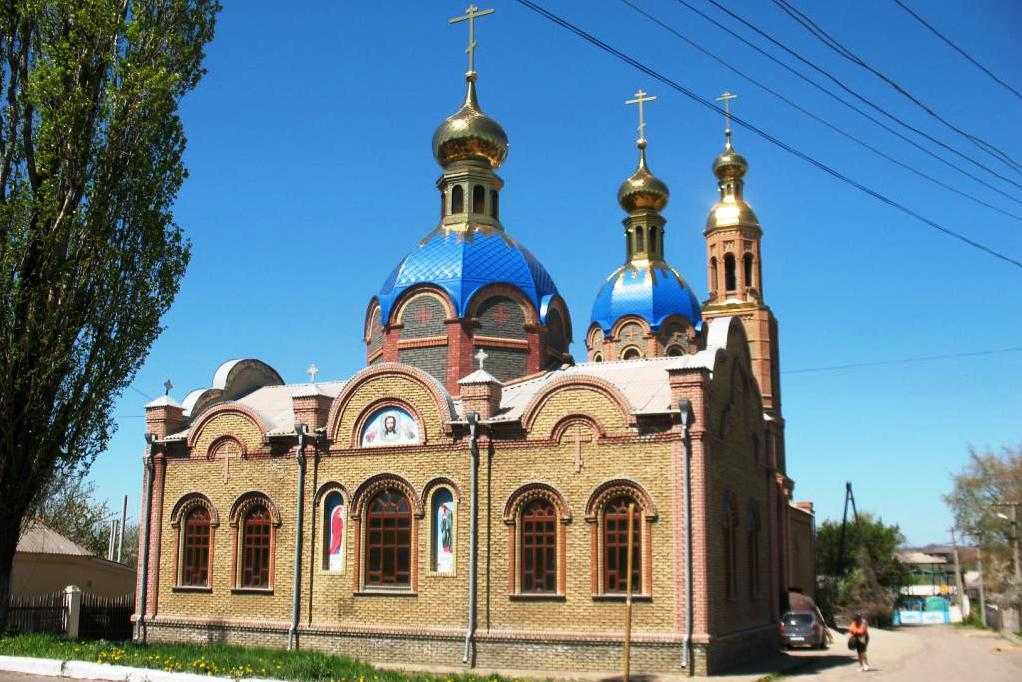
Església de Lutúhine
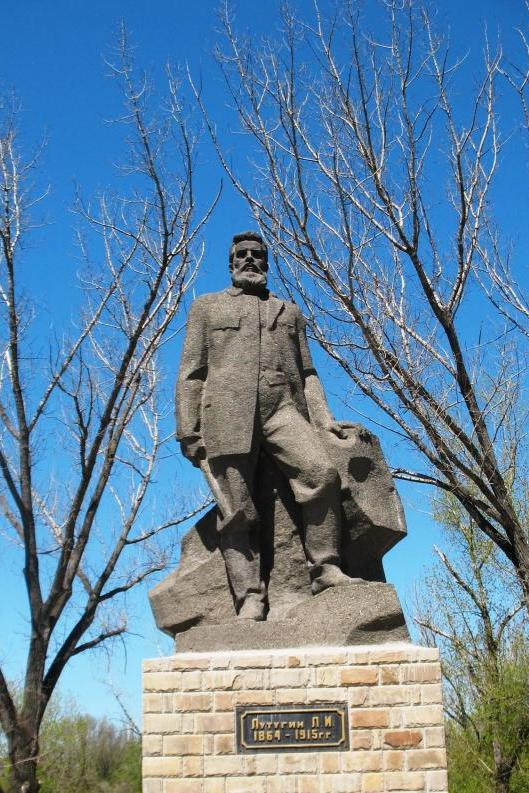
Monument a L.I. Lutuhin, fundador de la ciutat